# Yerpedu
Yerpedu hay Erpedu là một mandal thuộc huyện Chittoor, bang Andhra Pradesh.